# Linka 3 (metro v Baku)
Linka 3 je jedna ze tří linek metra v Baku. První úsek byl otevřen 19. dubna 2016. Celková délka trati je 5,7 km, nacházejí se na ní 4 stanice.

## Stanice

### Seznam stanic
| Název         | Datum otevření    | Rajón města | Počet nástupišť | Ostatní linky |
| ------------- | ----------------- | ----------- | --------------- | ------------- |
| Avtovağzal    | 19. dubna 2016    | Binəqədi    | 1               |               |
| Memar Əcəmi-2 | 19. dubna 2016    | Nəsimi      | 1               | 2             |
| 8 Noyabr      | 29. května 2021   | Nəsimi      | 1               |               |
| Xocəsən       | 23. prosinec 2022 | Binəqədi    | 1               |               |

### Galerie

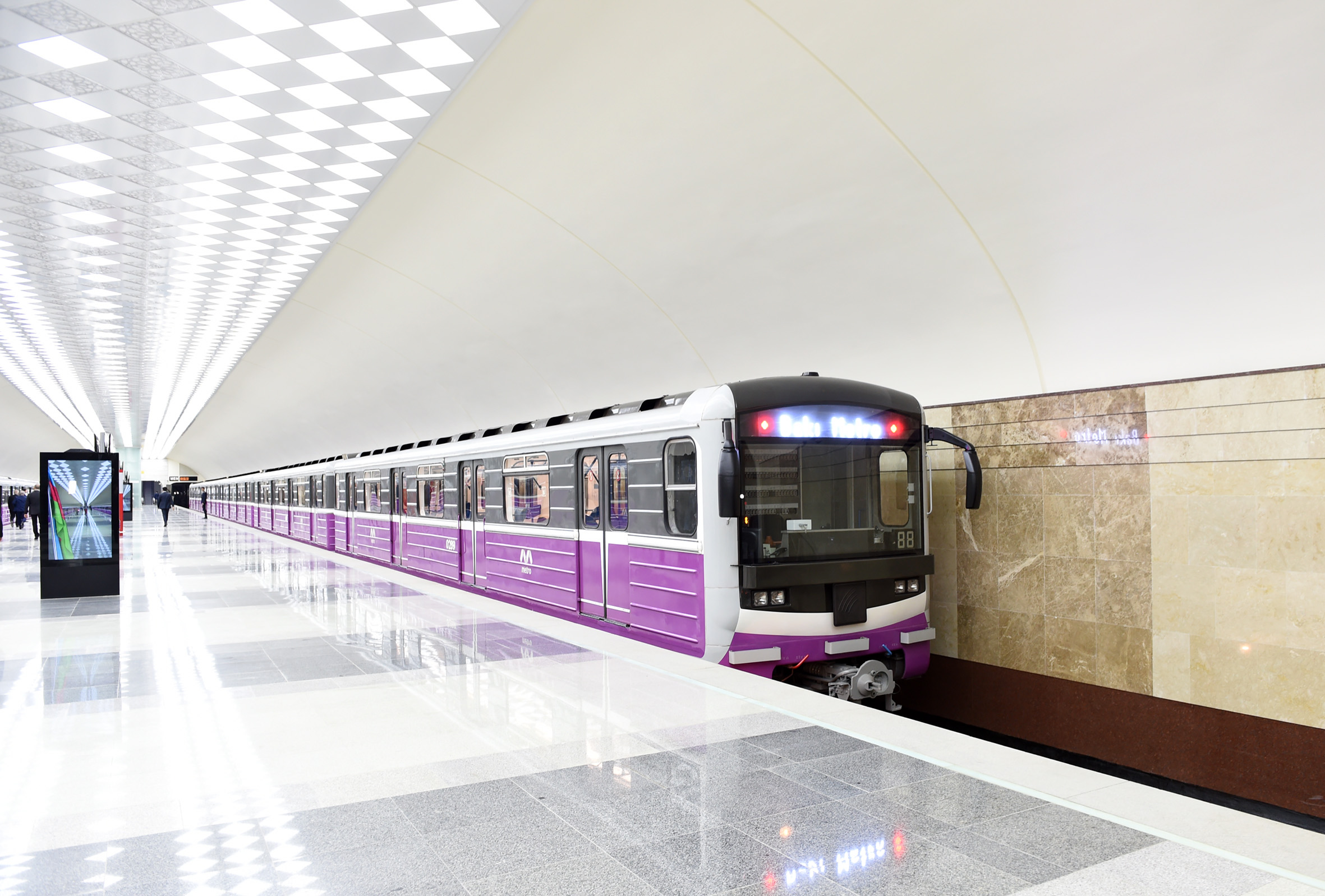
Avtovağzal
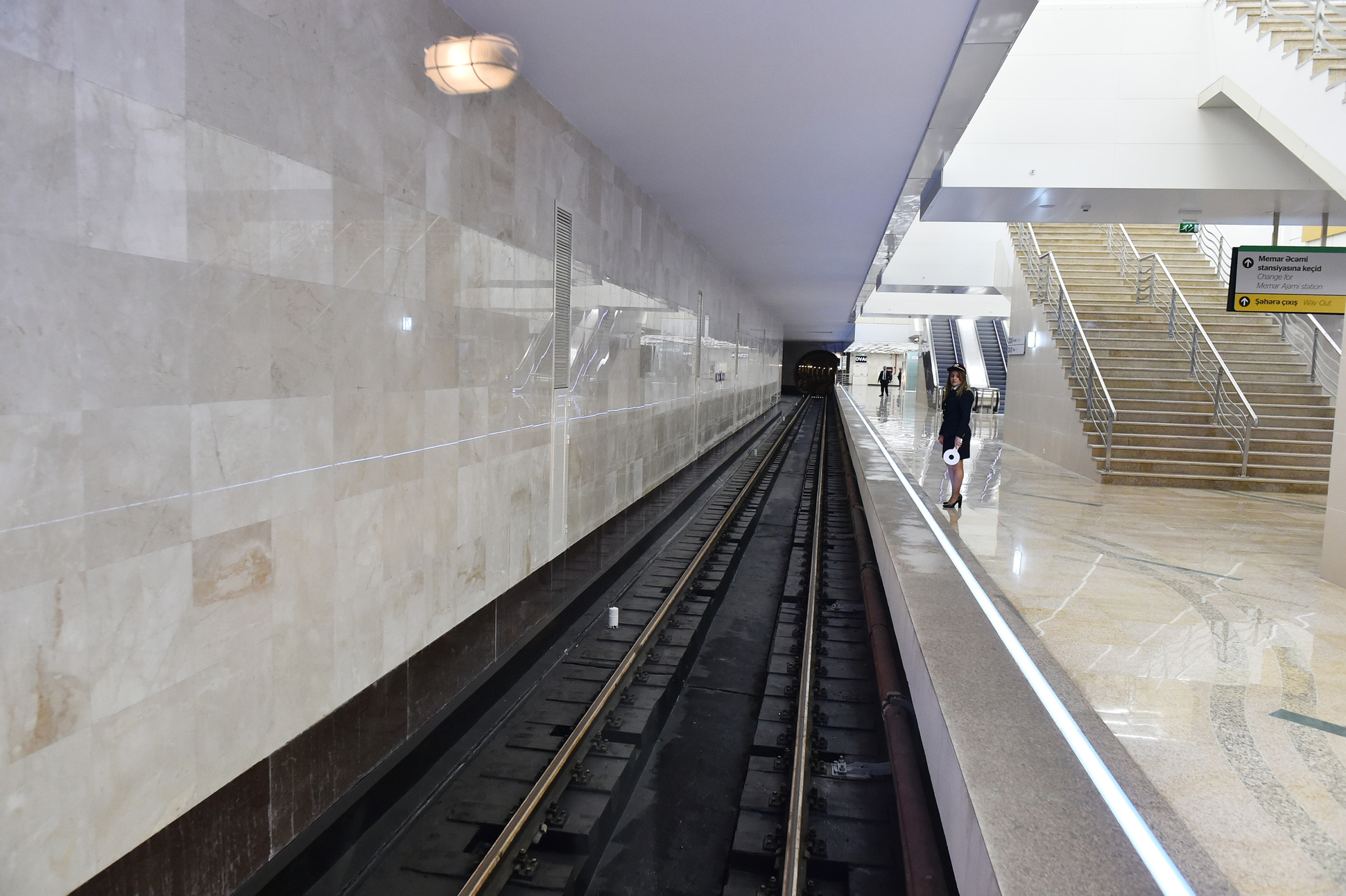
Memar Əcəmi-2
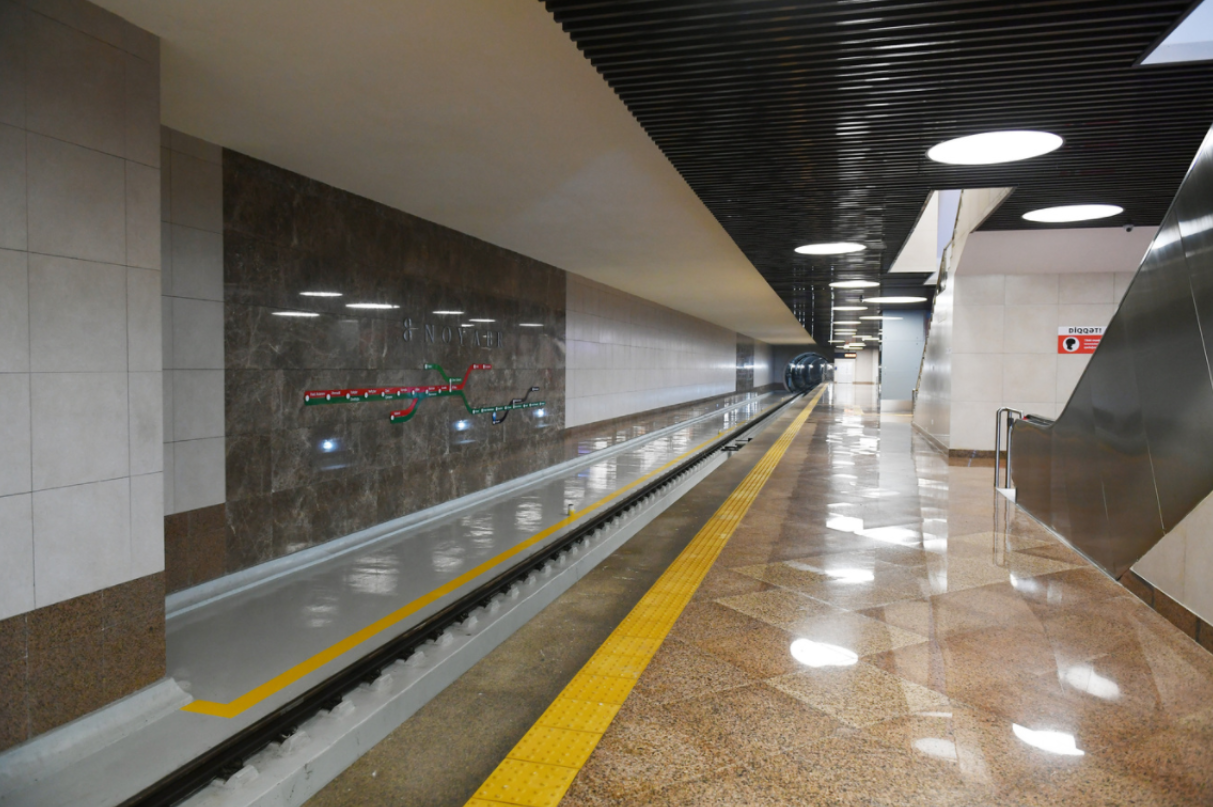
8 Noyabr